# Glenea insignis
Glenea insignis är en skalbaggsart som beskrevs av Aurivillius 1903. Glenea insignis ingår i släktet Glenea och familjen långhorningar. Inga underarter finns listade i Catalogue of Life.